# エスエス製薬

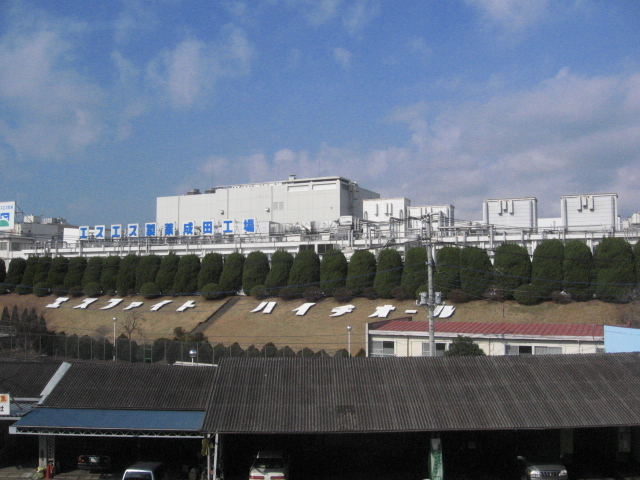
エスエス製薬成田工場

エスエス製薬株式会社（エスエスせいやく、英語：SSP Co., Ltd.）は、OTC（市販向け）医薬品の製造販売を専門とする、日本の医薬品メーカーである。
かつては泰道グループの一員であると同時に三和グループ所属企業で設立されたみどり会のメンバーであった。2001年頃よりドイツの医薬品メーカーであるベーリンガーインゲルハイムの傘下に入り、2010年より同社の完全子会社（日本法人5社のうちの1社）となったが、2017年にベーリンガーインゲルハイムとフランスの医薬品メーカーであるサノフィとの間で実施された事業交換に伴い、サノフィ・グループの一員となり、2024年にサノフィのコンシューマー・ヘルスケア事業部の新名称である「Opella.（オペラ）」へ移行され、「エスエス製薬」のコーポレートロゴの下に「an Opella. company」が入るようになった。2025年4月30日にOpella.がサノフィから分社化されたことに伴い、オペラヘルスケアグループの100%子会社へ移行された。
2025年に、前身である漢薬本舗「美濃屋薬房」から数えて、創業260周年を迎えた老舗企業である。

## 会社概要
- 現在はOTC（市販向け）医薬品の製造販売に特化した企業である。
- かつて行っていた医療用医薬品事業は、2005年4月1日に撤退（久光製薬に譲渡）した。
- 社名のエスエスとはS & Sであり、Science & Society  pharmaceuticalの略で、創業者である白井正助のイニシャル（Shosuke Shirai）の意味もある。
- 1952年以来、現在までウサギのマークで広く知られる。
- マスコットキャラクターはウサギの「ピョンちゃん」で因幡の白兎がモデルである[6]。かつては薬局の店頭に、電動遊具なども設置されていた。

黄色いピョンちゃん

- 香港では、「白兔牌」として知られている。
- 工場は千葉県成田市にある。

## 歴史
- エスエス製薬の前身は、明和2年（1765年）美濃国（現在の岐阜県）より出府した白井正助（初代）が興した漢薬本舗「美濃屋薬房」である[7]。

- 店舗を江戸城辺河岸に創設したことから本格的な商いがはじまり、白井家に代々妙薬として伝わる「人参梅花香」「神功丸」「順喜消毒散」「保寿丹」などを販売していた[7]。

- 「美濃屋薬房」の店舗は、当時、日本橋のはずれに位置し、現在の東京駅八重洲南口外堀通り沿いに小規模な店構えでスタートした[7]（現在は建物を解体して、東海道新幹線の高架が建っている）。

## 沿革
- 1765年 - 白井正助が現在の東京八重洲南口に漢薬本舗「美濃屋薬房」を創業。後に「瓢箪屋薬房」となる。
- 1927年 - 株式会社に改組し、株式会社瓢箪屋薬房を設立[8]。

当時の主要商品のうち、神経系鎮痛薬「アネロン」、1934年に発売された胃腸薬「ユースゲン」・咳専用水薬「ブロン」は商品業態を変えながら現在も発売されているロングセラーブランドとなっている（現在、「アネロン」は乗り物酔い防止薬、「ユースゲン」は滋養強壮剤、「ブロン」は鎮咳去痰薬として発売）。
- 1929年 - ボランタリーチェーン「瓢箪屋薬房エスエス」を設立。当時の「エスエス」とは、社会奉仕を意味する"Social Service"の略だった。
- 1940年 - エスエス製薬株式会社に商号変更[8]。
- 1945年 - 空襲により、荏原工場が焼失。
- 1951年 - 本社を銀座に移転[8]。
- 1952年 - 製品アイ・キャッチャーとしてウサギのマークを採用[8]（ただし、社章は菱形に"SS"の字を配し、背後に長方形をあしらったものを1997年12月31日まで使用していた）。
- 1958年
  - 2月 - 金融操作の誤りから経営不振に陥り、当時の社長だった白井正助 (6代目)が退陣[9]。これにより、江戸創業時代から続いた白井一族の手から離れる[8]。
  - 11月 - 泰道照山が社長に就任[9]。
- 1963年 - 日本橋水天宮に本社を移転[8]。栄養ドリンク剤「エスカップ (栄養ドリンク剤)」を発売、シンボルマークのうさぎの名前を一般公募し、「ピョンちゃん」となる。
- 1964年 - 成田工場が操業開始[5]。
- 1965年 - 風邪薬「エスタック」を発売。一方で2月20日、アンプル入りかぜ薬事件を受けて総合感冒薬「エスピレチン」を自主的に販売停止[10]。
- 1967年 - ビタミン剤「エスファイト」を発売。
- 1969年 - 東京証券取引所第二部(現・スタンダード)に株式上場[8]。日本橋浜町に本社を新築・移転[8]。医薬品部を新設し、医療用医薬品事業に進出。
- 1971年 - 東京証券取引所第一部(現・プライム)に株式上場[8]。
- 1972年5月 - L-システイン製剤「ハイチオールC」発売。
- 1982年7月 - ベーリンガーインゲルハイムとの業務提携により、薬用ハミガキ「ラカルト・ニュー5」を発売。
- 1985年
  - 6月 - 当社初のスイッチOTC薬として、水虫薬「ソルジャー」を発売。
  - 12月 - 日本初の一般用イブプロフェン製剤「イブ」発売[8]。
  - ゴキブリコロリ発売
- 1988年 - ベーリンガーインゲルハイムからの導入品として、日本初のいびき改善薬「アンスノール」を発売。
- 1991年-薬用トリザ発売（トリザ、トリザ、ペンタゴンパワー）
- 1992年 - 日本初の一般用イブプロフェン配合かぜ薬「エスタックイブ」発売[8]。
- 1995年 - 当社の筆頭株主で、泰道グループの泰道三八が理事長を務めていたコスモ信用組合が経営難（経営破綻）になり、以前から取引関係にあったベーリンガーインゲルハイムと資本提携を進め、1996年に筆頭株主となる。
- 1996年 - 一般用胃腸薬「ガストール細粒」[8]。胃腸鎮痛鎮痙剤「ブスコパンMカプセル」を発売。
- 1998年 - 新VIの導入[8]。ブランドマーク・社名ロゴ・社章・英語名表記を一新[8]。
- 1999年 - 薬事法の改正に伴い、「エスカップ」が医薬部外品（2009年6月より指定医薬部外品）に移行となり、コンビニエンスストアやスーパーなどへ販路を拡大。
- 2001年 - 日本BIの当社持株比率が50%を超え、ベーリンガーインゲルハイムグループに入る。
- 2003年 - 日本初、一般用睡眠改善薬「ドリエル」発売[8]。並びにインドメタシン3.75%含有鎮痛消炎剤「インサイドテープ」発売。
- 2005年
  - 4月1日 - 医療用医薬品事業を久光製薬へ譲渡。一般用医薬品専門メーカーとなる。
  - 12月1日 - 社屋建て替えのため、本社を港区赤坂に仮移転（2008年4月4日まで）。
- 2006年9月1日 - 富山工場を休眠会社であった子会社のエスエスプロモーションアンドコンサルタント・カンパニーへ吸収分割によって継承させ、シミック・エスエス・CMOに改称。同時に発行済株式の90%をシミック（現：シミックホールディングス）へ譲渡（その後、2010年4月1日に当社が保有していた残りの10%もシミックへ譲渡し、シミックの完全子会社となる。同年10月1日にシミックCMO富山への改称を経て、2013年10月1日にシミックCMOへ統合）。
- 2007年
  - 5月23日 - 決算期（事業年度の末日）を3月31日から12月31日に変更。
  - 11月16日 - 大丸東京店内に百貨店では初の直営アンテナ型薬店「プルミエール」を開設。女性を対象にした保健薬やドリンク剤を中心に扱う。
  - 12月26日 - 日本で初めて、去痰成分アンブロキソール塩酸塩を配合した風邪薬「エスタックイブファイン」を発売。
- 2008年4月7日 - 新社屋が完成し、本社を元の日本橋浜町に移転。
- 2010年
  - 2月15日 - ベーリンガーインゲルハイム・ジャパン・インベストメント合同会社が株式公開買付けを開始。同年4月15日にTOBが成立し、合計93%の株式を保有する。
  - 7月16日 - 東京証券取引所の株式を上場廃止。
  - 10月1日 - ベーリンガーインゲルハイム・ジャパン・インベストメント合同会社を吸収合併[11]。
  - 11月19日 - BIニッポンインベスト合同会社を吸収合併[12]。
- 2011年
  - 4月1日 - 組織再編に伴い、ベーリンガーインゲルハイムジャパン株式会社の子会社となる。
  - 10月25日 - 日本で初めてエピナスチン塩酸塩をスイッチOTC化したアレルギー専用鼻炎薬「アレジオン10」を発売。
- 2013年
  - 6月3日 - 日本初となる西洋ハーブを配合した足の浮腫を改善する内服薬「アンチスタックス」を発売。
  - 9月24日 - ダイドードリンコ及び、「エスカップ」シリーズの一部製品の製造委託先である大同薬品工業とのコラボレーションにより、当社で初となるダイドードリンコの自動販売機チャネル専売製品「エスカップ・V」を発売。
- 2015年12月1日 - 日本で初めて、エピナスチン塩酸塩を医療用と同量の20mgを配合したアレルギー専用鼻炎薬「アレジオン20」を発売。
- 2017年
  - 1月1日 - ベーリンガーインゲルハイムの一般用医薬品事業とサノフィの動物用医薬品事業との事業交換に伴い、サノフィグループ入りする（これにより、サノフィの日本法人で、医療用医薬品を主事業とするサノフィ株式会社とはグループ会社の関係となる）。
  - 12月11日 - 本社を日本橋浜町(現在はトヨタモビリティサービスが取得)からサノフィ株式会社の本社がある新宿区西新宿三丁目の「東京オペラシティビル」内へ移転。
- 2023年10月31日 - ドリンク剤「エスカップ」と歯磨き粉「ラカルト」の関連資産等の一部を久光製薬へ譲渡[13]。2024年3月より製造販売元（大同薬品工業へ製造を委託している「エスカップNEXT」と「エスカップV」は発売元）が久光製薬へ順次切り替わった。
- 2025年5月8日 - 前述したオペラヘルスケアグループへの移行並びに「美濃屋薬房」の創業から260周年を迎えたことに伴って27年ぶりにコーポレート・アイデンティティを改定。同時にマスコットの「ピョンちゃん」もリニューアルされ10代目となる[4]。

## テレビCM出演者

### 現在
- 賀来賢人 - エスタックEXネオ
- 菜々緒 - イブクイック頭痛薬DX
- 榮倉奈々 - ハイチオールCプラス
- 伊藤沙莉 - アレジオン
- 香取慎吾 - ドリエル
- 川田裕美 - ドリエル ナチュラルスリープ

### 過去
- 坂上二郎 - エスファイト
- 岩城滉一 - エスファイトゴールド
- ビートたけし - エスファイトゴールド
- 小林稔侍 - エスファイトゴールドDX
- 菊池美緒 - エスファイトゴールドDX
- 影丸茂樹 - エスファイトゴールドエース
- 萬屋錦之介　- エスカップ
- たこ八郎 - エスカップ
- 谷隼人 - エスカップ
- あき竹城 - エスカップ
- 柳葉敏郎 - エスカップ
- 市村正親 - エスカップ
- 鈴木亮平 - エスカップ
- 伊藤久美子 - エスカップ
- 角田信朗 - エスカップ
- ピーター・アーツ - エスカップ
- 小比類巻太信 - エスカップ
- キミ・ライコネン - エスカップ
- ファン・パブロ・モントーヤ - エスカップ
- 浜崎あゆみ - エスカップ
- かりあげクン - エスカップC1000
- 松木安太郎 - エスカップ
- 夢眠ねむ - エスカップ
- 毒蝮三太夫 - エスカップ
- 安田顕 - エスカップ
- 新幹線変形ロボ シンカリオン（「Z」含む）（速杉ハヤト（声 - 佐倉綾音）、新多シン（声 - 津田美波）） - エスカップ
- ボブ・サップ - エスカップNEXT（過去に「エスカップ」）
- 藤木直人 - エスカップ NEXT
- ケント・ギルバート - ユースゲンキング
- 唐沢寿明 - エストロング
- ネプチューン - エストロング
- hitomi - キュティナ
- 松雪泰子 - ハイチオールC プレミエール
- 天田貴子 - ハイチオールC
- 江角マキコ - ハイチオールC
- 菅野美穂 - ハイチオールCプラス2
- 中谷美紀 - ハイチオール（2002年から4年間起用されたことがあり、2011年から再起用されていた）
- 上野樹里 - ハイチオール
- 田中美保 - ハイチオールB
- 大島優子・小嶋陽菜・篠田麻里子 - ハイチオールB
- 沢尻エリカ - ハイチオールB クリア
- 木村文乃 - アレジオン、ハイチオール ホワイティア プレミアム
- 高橋英樹 - シグナル胃腸薬
- 小寺大介 - ガストール
- 岡田武史 - ガストール
- 薬丸裕英 - ガストール アクティブ
- 石黒英雄 - ガストール
- 臼田あさ美 - スルーラックシリーズ
- 倉科カナ - スルーラックS
- 鈴木京香 - スルーラックS、ハイチオールC ホワイティア
- 前田敦子 - スルーラック
- 中村アン・オードリー・ハリー杉山 - スルーラック デルジェンヌ
- 桜田淳子 - エスタック、新エスエスブロン液
- 水前寺清子 - エスタック、エスエスブロン液W
- 酒井美紀 - エスタックニスキャップ
- 長澤まさみ - エスタックニスキャップ、ハイチオールCプラス
- 松田聖子 - エスタック、エスタック顆粒、エスエスブロン液W
- 岡田有希子 - エスタック顆粒、エスエスブロン液W
- 中山美穂 - 新エスタックW、エスエスブロン液W、エスタック12、新エスタック12、エスタックイブ
- 山口もえ - エスタック鼻炎ニスキャップ
- 北野井子 - エスタックイブ
- 中村玉緒 - エスタックイブ
- 山田まりや - エスタックイブ
- 黒木瞳 - エスタックイブ、イブクイック頭痛薬
- 羽田実加 - エスタック
- 井上聡（次長課長）- エスタックイブ、エスタックイブファイン
- 山口紗弥加 - エスタックイブ、エスタックイブファイン
- 堺雅人 - エスタックイブシリーズ
- 水野美紀 - エスタックイブFT（過去に「エスタックイブ」で起用されたことがある）
- 水川あさみ - エスタック
- 有吉弘行 - エスタックイブ
- 上田晋也 - エスタックEX
- 岡田美里 - イブA錠
- 藤本真理子 - イブクイック頭痛薬
- 常盤貴子 - イブクイック頭痛薬
- 香里奈 - イブA錠
- マツコ・デラックス - イブA錠
- マリエ - イブA錠
- 吉高由里子 - イブA錠
- 戸田恵梨香 - イブA錠EX
- 竹内結子 - イブA錠EX
- ローラ - イブA錠
- 池田エライザ - イブA錠EX
- 篠原涼子 - イブクイック頭痛薬DX
- 山田優 - アレジオン10
- 武井咲 - アレジオン
- 森田健作 - 薬用ラカルト・ニュー5
- 山下真司 - 薬用ラカルト・ニュー5
- 優香 - ドリエル
- 多部未華子 - ドリエル
- 本田翼 - ドリエル

## 工場
- 成田工場 千葉県成田市南平台1143

## 提供番組
現在
- 笑神様は突然に…（日本テレビ）

過去
- TBSテレビ系列の番組
  - サンセット77（TBS。日曜22時台時代に提供）
  - TBSテレビ朝の報道情報番組

朝のホットライン
ビッグモーニング
おはようクジラ
エクスプレス
おはよう!グッデイ他
  - Well〜天気&健康リサーチ〜（TBS日曜22:54のミニ番組。「アレジオン10」名義）
  - 新幹線変形ロボ シンカリオン（TBS系列では唯一としてのテレビアニメ提供番組にあたる）
  - ホンネ日和（CBCテレビ制作、TBS系全国ネット。2011年4月3日開始で、当社を筆頭とする複数社提供。）
- フジテレビ系列の番組
  - FNNニュースレポート11:30
  - FNNニュースレポート23:00
  - FNNニュースレポート23:30（土曜日のみ）
  - ウリクペン救助隊（後期のみ）
  - 金曜女のドラマスペシャル
  - ニュースJAPAN
  - とんねるずのみなさんのおかげでした
  - 新堂本兄弟
  - 火曜ワイドスペシャル
- 日本テレビ系列の番組
  - AKBINGO!（【京楽産業.に代わって提供。ただし中京テレビは従来通り（提供テロップは表示はしない）。】）
  - 木曜スペシャル
  - ズームイン!!朝! - 隔日提供
- テレビ朝日系列の番組
  - 西部警察
- テレビ東京系列の番組
  - 新幹線変形ロボ シンカリオンZ（テレビ東京系では唯一としての提供番組にあたる）
- ニッポン放送の番組
  - 中山美穂 ちょっとだけええかっこC（1987年・1988年に一社提供）